# Fânațele Mădărașului, Mureș
Fânațele Mădărașului este un sat în comuna Mădăraș din județul Mureș, Transilvania, România. După înființarea comunei Mădăraș în 2004, Fânațele Mădărașului a rămas în comuna Band, dar, în urma cererilor cetățenilor, autoritățile au transferat-o în 2011 comunei Mădăraș.

## Imagini

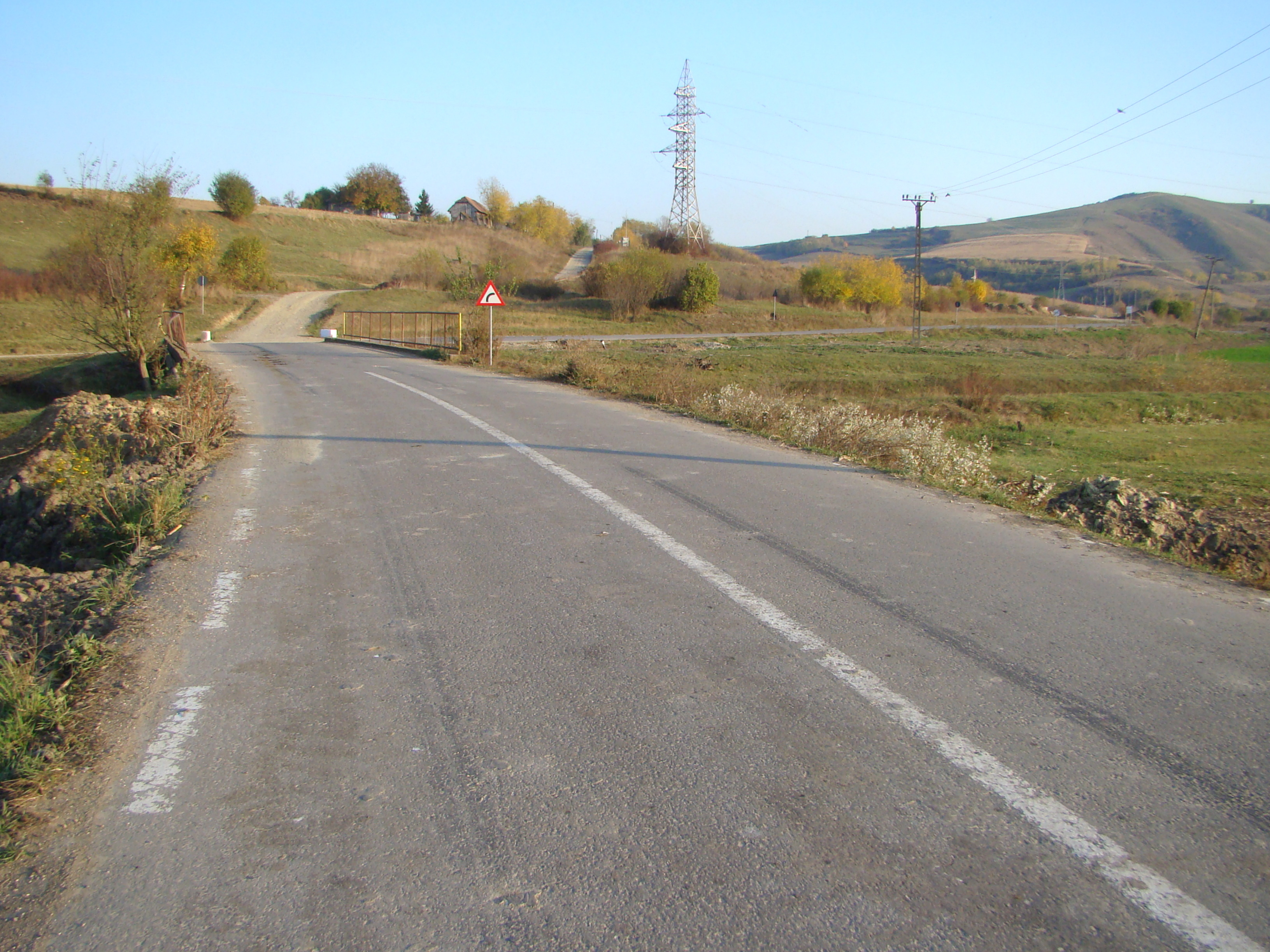
Drumul Mădăraș-Fânațele Mădărașului
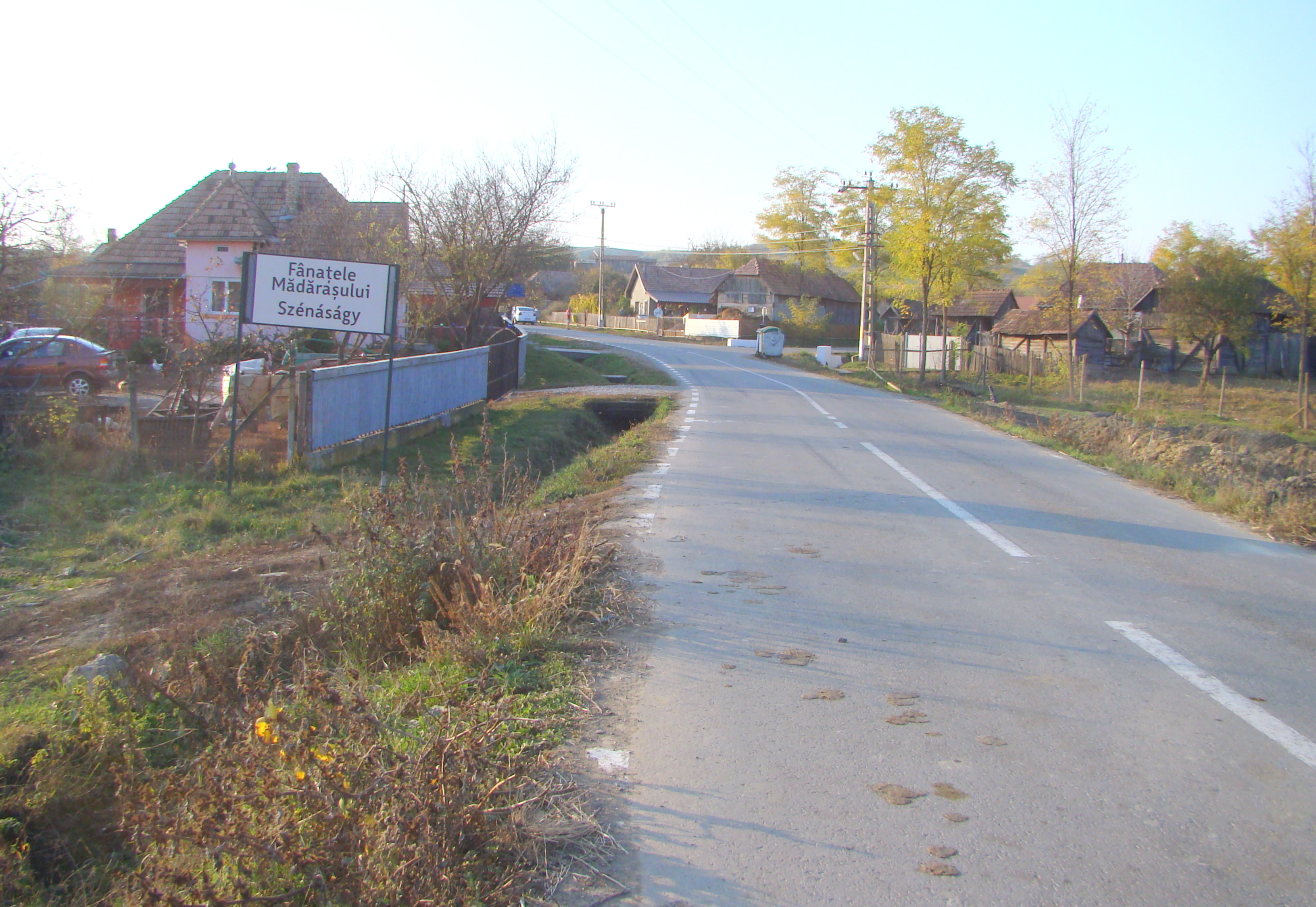
Intrarea în localitate
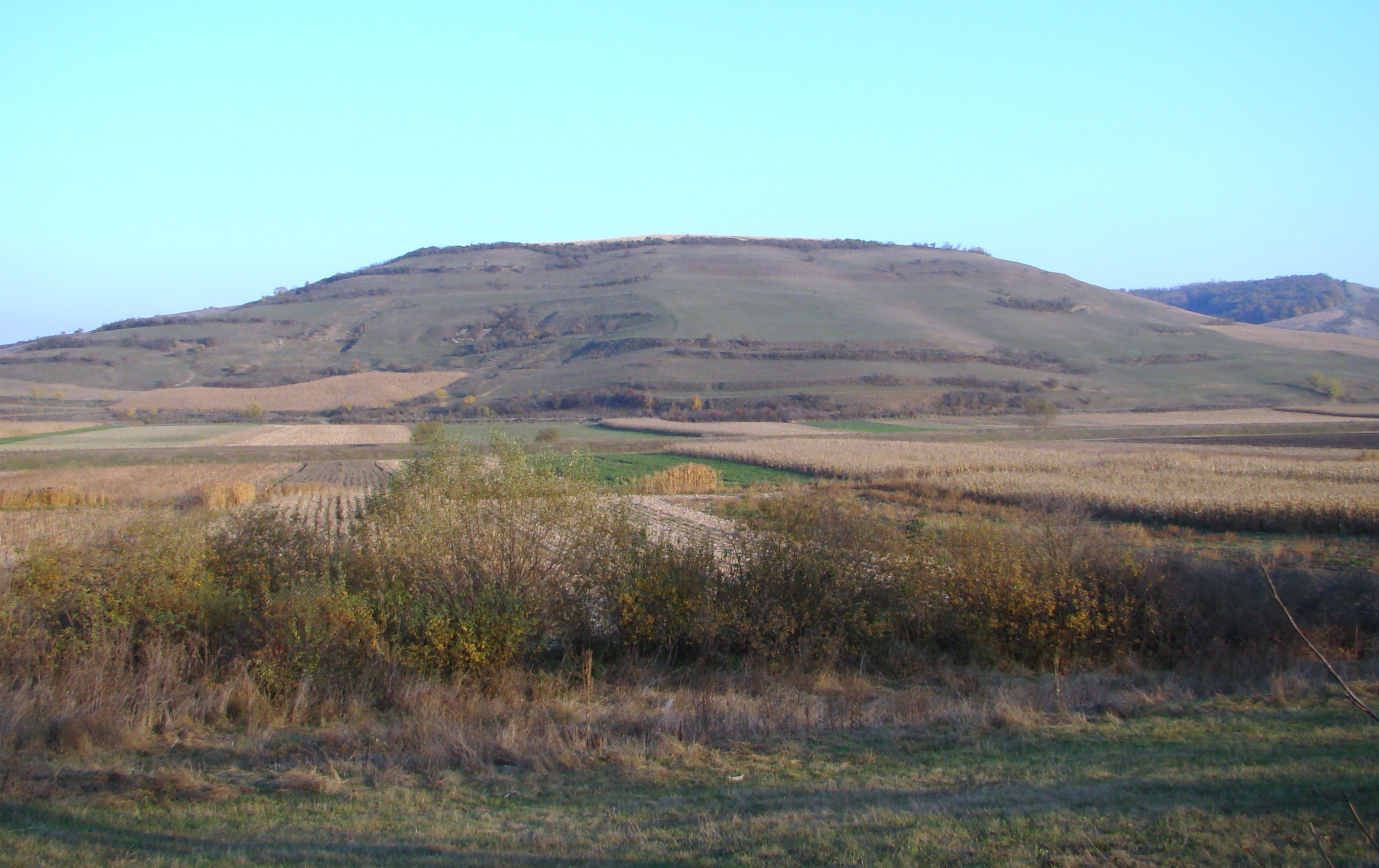